# Włodzimierz Kempf
Włodzimierz Kempf, znany również jako Vladi Kempf (ur. w 1957 w Pabianicach) – polski perkusista rockowy.

## Życiorys
Od marca 1984 do października 1985 muzyk zespołu Lombard, z którym nagrał płyty Szara maść (jest autorem pomysłu wykorzystania w utworze „Czeski film” brzmienia instrumentów dętych) oraz Anatomia. Na kasecie Koncertowe przygody zespołu Lombard z 1984 roku zagrał w sześciu utworach. Z Lombardem brał także udział w musicalu Łyżki i Księżyc. Wcześniej grał w zespole Klincz.
Z Polski wyjechał w 1988. Przebywa w Niemczech, gdzie współpracuje z wybitnymi muzykami i nagrywa.